# Rudy Ricciotti
Rudy Ricciotti, né le 22 août 1952 dans la banlieue d'Alger, à Kouba, en Algérie, est un architecte français d'origine italienne, installé depuis 1980 à Bandol dans le Var. Il est lauréat du grand prix national de l'architecture en 2006, plus haute distinction française en matière d'architecture, et obtient également le grand prix spécial du jury de l'Équerre en 2016.

## Biographie

### Jeunesse
Il passe son enfance à Port-Saint-Louis-du-Rhône, en Camargue, après le départ de sa famille d'Algérie en 1955. Il s’initie au monde de la construction en accompagnant son père, maçon, sur les chantiers. 

### Carrière

#### Formation
- 1975 : École technique supérieure de Genève, Suisse[4]
- 1980 : École d'architecture de Marseille, France[4]

### Réalisations ou conceptions
Architecte et ingénieur, Rudy Ricciotti fait du béton fibré ultra-haute-performance son matériau de prédilection. C'est « un matériau à qui je parle et qui me parle, parce qu’il est prévenant, attentionné, à l’image d’une « bonne mère » » dit-il.
Il commence à se faire remarquer grâce à la réalisation de quelques villas sur la Côte d'Azur et d'équipements publics comme la base nautique de Bandol en 1988, le Centre d’information et de coordination routière de Marseille en 1992, le collège de Sausset-les-Pins et le Stadium de Vitrolles en 1994.
Nombreuses sont ses réalisations sur le sol français:
- 2004-2011, une médiathèque à Rouen, transformée en pôle culturel après une tentative de destruction d'un projet financé par l'État
- 2006, le Centre Chorégraphique National - le Pavillon Noir à Aix-en-Provence[7]
- 2006, la restructuration des Grands Moulins de Paris pour l’Université Denis Diderot-Paris VII[8]
- 2011, le musée Jean Cocteau à Menton[9], inondé par submersion marine en octobre 2018, impactant 70 % des œuvres[10].
- 2011, la médiathèque (Pavillon blanc Henri-Molina) de Colomiers[11]
- 2012, le département des arts de l’Islam au Musée du Louvre[12]
- 2012, le nouveau siège d'ITER à Saint-Paul-lès-Durance[13]
- 2013, le MuCEM (Musée des Civilisations de l'Europe et de la Méditerranée) à Marseille[14]Le MuCEM à Marseille, rampe intérieure
- 2013, le stade Jean Bouin à Paris[15]

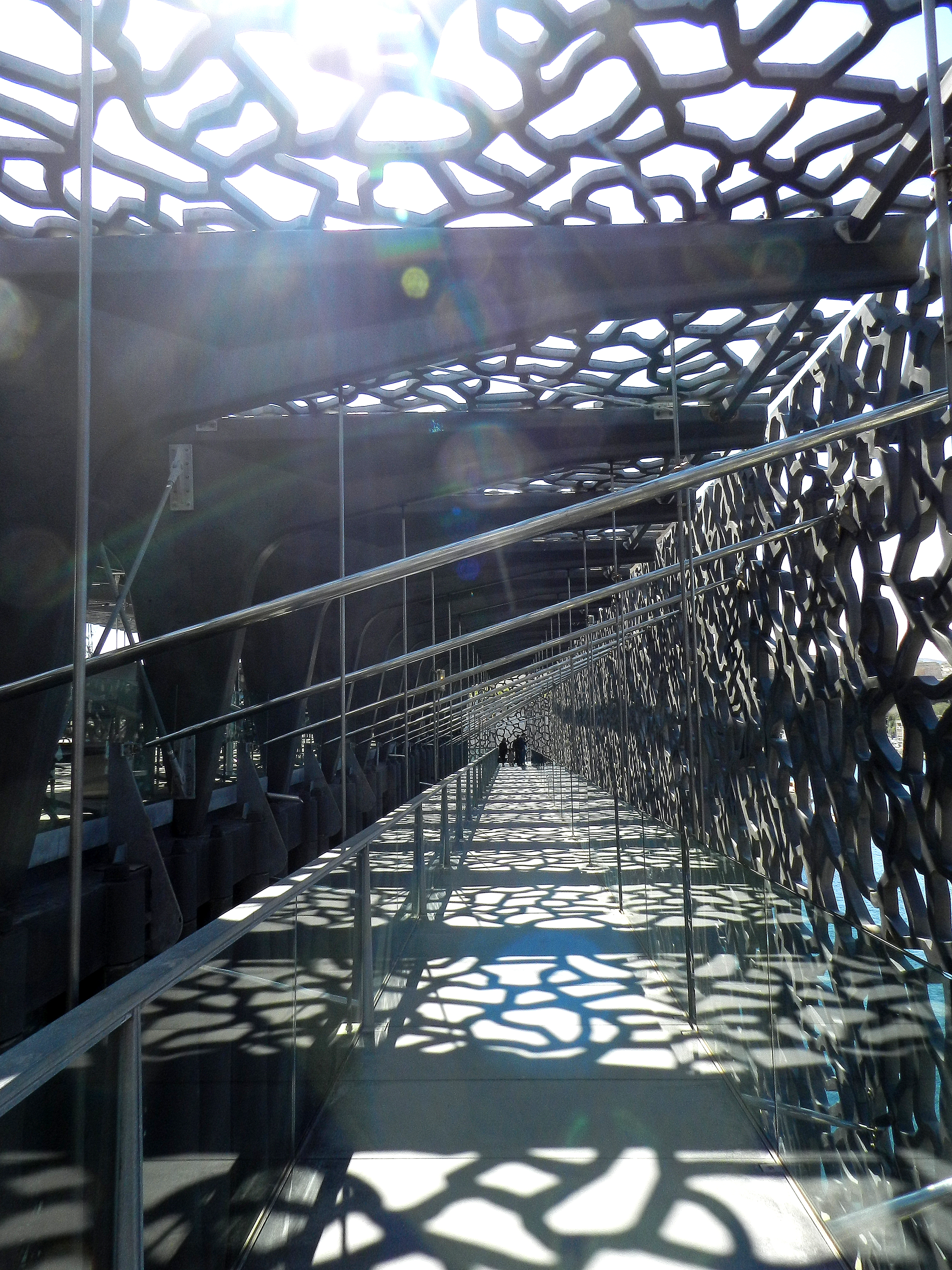
Le MuCEM à Marseille, rampe intérieure

- 2013, le pont de la République à Montpellier[16]
- 2014, le mémorial du Camp de Rivesaltes dans les Pyrénées-Orientales[5]
- 2015, la Bordeaux Métropole Arena (Arkéa Arena) et son parking aérien à Floirac
- 2016, l'Auditorium de Rezé[17]
- 2017, la bibliothèque Humaniste à Sélestat[18]
- 2018, le FRAC (Fonds Régional d'Art Contemporain) Normandie-Caen à Caen[19]
- 2018, le Conservatoire de musique et d’art dramatique Manitas de Plata à Sète[20]
- 2019, le 6MIC - salle des musiques actuelles et contemporaines du pays d’Aix à Aix-en-Provence[21]
- 2020, la gare de Nantes[22]
- 2021, le 19M, Manufacture de la mode de la maison Chanel à Aubervilliers[23]
- 2022, la résidence de luxe Sea One sur la plage des Catalans à Marseille[24],[25]
- 2024, la Cité Scolaire Internationale (SCI) Jacques Chirac à Marseille avec ses six sections internationales dont l'italien et un enseignement de langue provençale.

Il acquiert également une renommée internationale avec les réalisations suivantes:
- 2000, la passerelle de la Paix, à Séoul, en Corée du Sud[27]
- 2001, philharmonique Nikolaisaal, à Potsdam, banlieue berlinoise, en Allemagne[28]
- 2010, le Palais du cinéma à Venise[29]
- 2010, le philharmonie de Gstaad en Suisse[30]
- 2016, le CIAC (Centre International d’Art et de Culture) La Boverie à Liège en Belgique[31]

### Vie privée
Il est père de trois enfants. Depuis 2010, il vit dans une maison sur la presqu'île de Cassis, qu'il souhaite transformer après sa mort en fondation pour y héberger des militaires de la Légion.

## Affaires judiciaires
Le 23 novembre 2018, Rudy Ricciotti est condamné à quatre mois de prison avec sursis concernant des délits liés aux travaux dans sa villa personnelle à Cassis, dans le Parc national des Calanques. Le tribunal correctionnel de Toulon sanctionne des extensions et des travaux réalisés sans autorisation par du personnel n'ayant par ailleurs pas été déclaré.

## Engagements
En octobre 2019, il signe avec 40 personnalités du monde du spectacle et de la culture, parmi lesquelles Denis Podalydès, Pierre Arditi, l'ex-ministre de la Culture Françoise Nyssen ou le journaliste Patrick de Carolis, un appel contre l'interdiction de la corrida aux mineurs que la députée Aurore Bergé voulait introduire dans une proposition de loi sur le bien-être animal .
En décembre 2023, il est signataire de la tribune controversée n'effacez pas Gérard Depardieu visant notamment à défendre la présomption d'innocence de Gérard Depardieu, alors accusé de viol, agression sexuelle et harcèlement sexuel.

## Récompenses et distinctions

### Décorations
- Chevalier de la Légion d'honneur Il est nommé chevalier le 31 décembre 2003[36] pour ses 23 ans d'activités professionnelles.
- Officier de l'ordre national du Mérite Il est directement promu officier le 16 mai 2008[37] pour ses 28 ans d'activités professionnelles.
- Commandeur de l'ordre des Arts et des Lettres Il est promu au grade de commandeur le 17 janvier 2013[38].

## Société savante
- Membre de l’Académie des technologies, élu le 10 décembre 2014, et en fonction depuis le 26 mars 2015[39].

## Expositions
- 2020 Le stadium, Rudy Ricciotti, Arc en rêve centre d'architecture, à Bordeaux[40]
- 2019 Le mobilier d'architectes, 1960-2020 : exposition du mobilier de Rudy Ricciotti présentée à la Cité de l'architecture et du patrimoine à Paris[41]
- 2018 MEFI : exposition sur le Stadium de Vitrolles présentée aux Docks Village à Marseille[42]
- 2015 Poésie d'architecture : exposition sur l'œuvre de Rudy Ricciotti présentée au musée Jean Cocteau à Menton[43]
- 2014 Ricciotti, architecte : exposition sur l'œuvre de Rudy Ricciotti présentée à la Friche de la Belle de Mai à Marseille[44]
- 2013 Ricciotti, architecte : exposition sur l'œuvre de Rudy Ricciotti présentée à la Cité de l'architecture et du patrimoine à Paris[45],[46]
- 2012 9 architectes/ 9 propositions pour habiter : exposition de la villa 356 présentée à la Villa Noailles à Hyères[47]
- 2009 Dentelle d'architecture : exposition des projets de Rudy Ricciotti comportant une dentelle présentée à la Maison de l'Architecture et de la ville de Lille[48]
- 2009 Interni Design : exposition de la villa NAV présentée à Milan

## Publications
Depuis 2007, il dirige les éditions Al Dante. Il fait partie du comité éditorial de la revue L'Architecture d'aujourd'hui.
- Chemetov Paul, Ricciotti Rudy, Le Beau, le brut et les truands…, Éditions Textuel, 2021
- Ricciotti Rudy, Je te ressers un pastis ?, réédition, Éditions Textuel, 2020
- Ricciotti, Rudy, Première ligne, Éditions Casis Belli, 2019, 110 pages.
- Ricciotti, Rudy, L'exil de la beauté, entretien avec David d’Équainville, Éditions Textuel, 2019, 96 pages.
- Ricciotti, Rudy, MEFI - Le Stadium, Rudy Ricciotti, sous la direction de Enzo Rosada, Éditions Arnaud Bizalion Éditeur, 2018, 180 pages.
- Carrassan, François, Plossu, Bernard, Ricciotti, Rudy, La Nature prisonnière, Éditions Les Cahiers de l’Égaré, 2017, 88 pages.
- Ricciotti, Rudy, Mémorial du Camp de Rivesaltes, Éditions Archibooks, 2016, 80 pages.
- Ricciotti, Rudy, Le béton en garde à vue : Manifeste architectural et théâtral, Éditions Lemieux éditeur, 2015, 89 pages.
- Ricciotti, Rudy, En vain, Éditions Jannink, 2014, 45 pages.
- Farrow, Florence, Conversation imaginaires « ou pas », Éditions Un Autre Reg’Art, 2014, 64 pages.
- Ricciotti, Rudy, La arquitectura es un deporte de combate, Rudy Ricciotti, conversacion con David d’Équainville(traduction espagnole de L’Architecture est un sport de combat– Rudy Ricciotti, entretien avec David d’Équainville), Éditions Arquine, 2014, 80 pages.
- Ricciotti, Rudy, Accorsi, Florence, Ricciotti, Lisa, Le Mucem, Musée des Civilisations de l’Europe et de la Méditerranée, Éditions André Frère, 2013, 96 pages.
- Ricciotti, Rudy, Rudy Ricciotti – éléments d'architecture, Galerie Philippe Gravier, Galerie 75 Faubourg, 2013.
- Rambert, Francis, Ricciotti, architecte, sous la direction de Francis Rambert, Éditions Le Gac Press, 2013, 350 pages.
- Ricciotti, Rudy, HQE - La HQE brille comme ses initiales sur la chevalière au doigt, Éditions Le Gac Press, 2013, 103 pages.
- Ricciotti, Rudy, L’architecture est un sport de combat, entretien avec David d’Équainville, Éditions Textuel, 2013, 112 pages.
- Ricciotti, Rudy, Pièces à conviction. Les interviews vitriol d’un Sudiste : 1993-1997, Bandol été 98, Éditions Sens & Tonka, 2013, 128 pages.
- Desveaux, Delphine, Ricciotti, Rudy, Pôle Eurêka – Un lieu, des services, Éditions Archibooks, 2012, 80 pages.
- Plossu, Bernard, Ricciotti, Rudy, Impair et passe, Éditions Al Dante/La Non-Maison, 2012, 50 pages.
- Leloup, Michèle, Auteil, ou l'architecture d’une confidence, Anne Démians, Finn Gripel, Francis Soler et Rudy Ricciotti, Éditions Archibooks & Sautereau, 2011, 48 pages.
- Ricciotti, Rudy, Le musée Cocteau – collection Severin Wunderman, Éditions Al Dante, 2011, 50 pages.
- Curnier, Jean-Paul, Ricciotti, Lisa, Le pavillon blanc – Médiathèque – centre d’art de Colomiers, Éditions Al Dante, 2011, 50 pages.
- Casanova, Philippe, Ricciotti, Lisa, Logements quartier La Glacière à Mérignac, Éditions Al Dante, 2011, 50 pages.
- Accorsi, Florence, Ricciotti, Rudy, Ruault, Philippe, La Maison de l’emploi de Saint-Étienne, Éditions Al Dante, 2011, 50 pages.
- Bachey, Bastien, Battesti, Jean-Michel, Ricciotti, Rudy, L'École internationale de Manosque, Éditions Al Dante, 2011, 50 pages.
- Ardenne, Paul, Paula, Barbara, Architecture émotionnelle, Éditions La Muette, 2011, 160 pages.
- Desmoulins, Christine, Miserey, Hugo, Le maire, l'architecte & la bibliothèque, Éditions Al Dante, 2010, 122 pages.
- Lucente, Roberta, Trasi, Nicoletta, Du Sud au Sud, Séminaire international de projet urbain avec Rudy Ricciotti, Éditions Palombi & Partner, 2009.
- Ricciotti, Rudy, HQE Les renards du temple, Éditions Al Dante, 2009, 80 pages.
- Blaine, Julien, Ricciotti, Rudy, Le Pont du Diable, Éditions Al Dante, 2009, 88 pages.
- Ardenne, Paul, Le nouveau Palais du Cinéma, Éditions Ante Prima, 2008, 220 pages.
- Lombardo, Salvatore, Ricciotti, Rudy, Blitzkrieg : La cultura come arma fatale, Éditions Alinéa, 2008, 159 pages.
- Ricciotti, Rudy, HQE, Éditions Alinéa, 2008, 33 pages.
- Ricciotti, Rudy, HQE, Éditions Transbordeurs, 2007, 33 pages.
- Coulibeuf, Pierre, Preljocaj, Angelin, Ricciotti, Rudy, Angelin Preljocaj, Rudy Ricciotti, Pavillon Noir, Éditions Xavier Barral, 2006.
- Ricciotti, Rudy, Qu’elle est belle ma Méditerranée, dans Cent auteurs et invités pour un anniversaire / dix ans, donc !, Éditions Sens & Tonka, 2005.
- Lombardo, Salvatore, Ricciotti, Rudy, Blitzkrieg : De la culture comme arme fatale, Éditions Transbordeurs, 2005, 142 pages.
- Ardenne, Paul, Codex Rudy Ricciotti, Éditions Birkhauser & Ante Prima, 2004, 295 pages.
- Ricciotti, Rudy, La Passerelle de la paix à Séoul, Éditions Nouvelle Éditions Place, 2000, 62 pages.
- Ricciotti, Rudy, Pièces à conviction. Les interviews vitriol d’un Sudiste : 1993-1997, Bandol été 98, Éditions Sens & Tonka, 1998, 128 pages.
- Sens, Jeanne-Marie, Tonka, Hubert, « Rouge & Noir », Le Stadium à Vitrolles de Rudy Ricciotti, Éditions Sens & Tonka, 1995, 72 pages.
- Poitevin, Christian, Le Rouge et le Noir, Éditions CAUE des Bouches-du-Rhône, 1993, 30 pages.